# Suddenly It's Spring
Suddenly It's Spring è un album di Zoot Sims e del pianista Jimmy Rowles, pubblicato dalla Pablo Records nel 1984. Il disco fu registrato il 26 maggio 1983 al RCA Studios di New York City, New York (Stati Uniti).

## Tracce
Lato A
1. Brahm's I Think – 4:16 (Zoot Sims)
2. I Can't Get Started – 7:08 (Ira Gershwin, Vernon Duke)
3. MacGuffie's Blues – 4:11 (Zoot Sims)
4. In the Middle of a Kiss – 6:11 (Sam Coslow)

Lato B
1. So Long – 5:25 (Woody Guthrie)
2. Never Let Me Go – 4:57 (Jay Livingston, Ray Evans)
3. Suddenly It's Spring – 5:36 (James Van Heusen, Johnny Burke)

Edizione CD del 1992, pubblicato dalla Pablo Records
1. Brahm's...I Think – 4:16 (Zoot Sims)
2. I Can't Get Started – 7:08 (Ira Gershwin, Vernon Duke)
3. MacGuffie's Blues – 4:11 (Zoot Sims)
4. In the Middle of a Kiss – 6:11 (Sam Coslow)
5. So Long – 5:25 (Woodie Guthrie)
6. Never Let Me Go – 4:57 (Jay Livingston, Ray Evans)
7. Suddenly It's Spring – 5:36 (James Van Heusen, Johnny Burke)
8. Emaline – 5:48 (Mitchell Parish, Frank Perkins) – Bonus Track

## Musicisti
- Zoot Sims - sassofono tenore
- Jimmy Rowles - pianoforte
- George Mraz - contrabbasso
- Akira Tana - batteria[4]